# Афгансько-югославські відносини

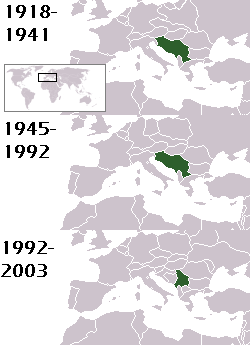
Положення різних політичних утворень, відомих як Югославія, кордони яких різнилися і змінювалися з плином часу

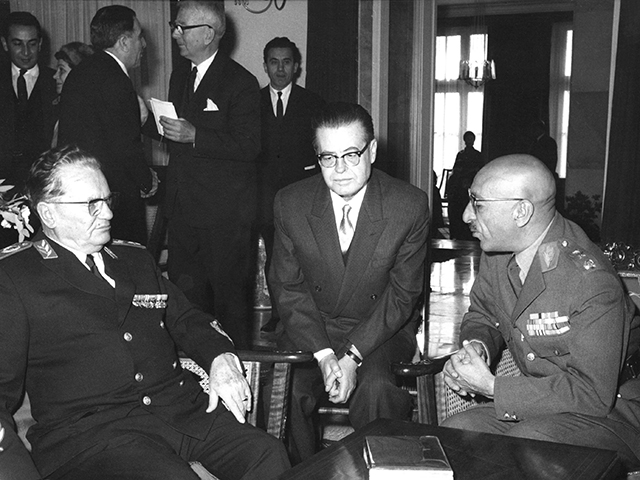
Президент Югославії Йосип Броз Тіто і король Афганістану Мухаммед Захір-шах у Кабулі 1968 року

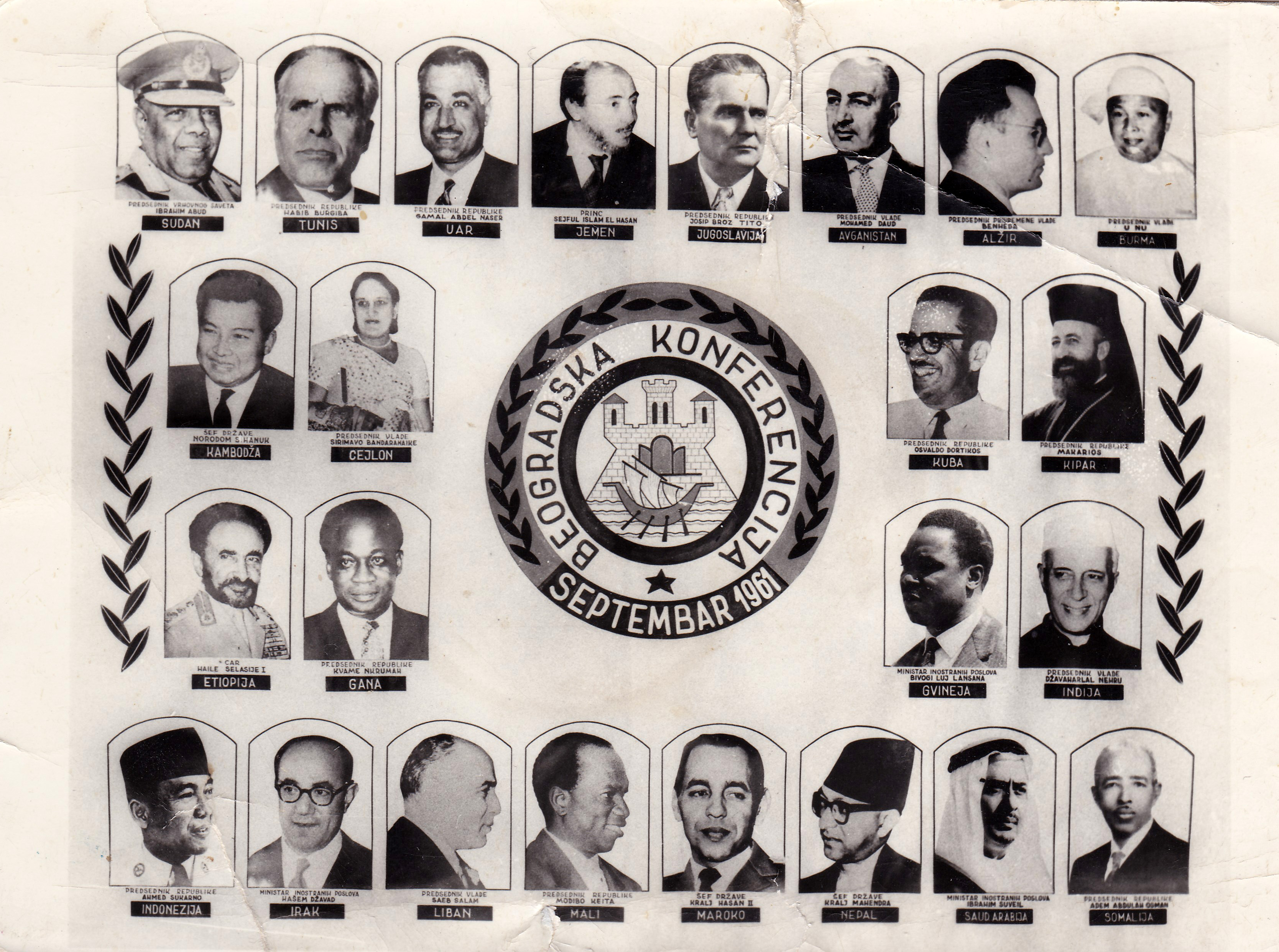
Учасники Белградської конференції Руху неприєднання 1961 року

Афгансько-югославські відносини — історичні зовнішні зносини між Афганістаном і зниклою внаслідок розпаду Соціалістичною Федеративною Республікою Югославією. Обидві країни були державами-засновниками Руху неприєднання. Прем'єр-міністр Афганістану Мухаммед Дауд Хан представляв Королівство Афганістан на Першій конференції глав держав і урядів Руху неприєднання в Белграді 1961 року.

## Історія

### Радянська інтервенція в Афганістан
Югославську дипломатію в 1979 році неабияк стривожило радянське втручання в Афганістан, який, як і Югославія, на той час був позаблоковою та соціалістичною країною поза межами Варшавського договору. Югославія офіційно засудила радянське вторгнення та висловила «подив» і «глибоке занепокоєння» з приводу подій в Афганістані. Інтервенція відбулася, коли на тлі погіршення стану здоров'я президента Югославії Йосипа Броз Тіто з'явилося відчуття, що Москва очікує смерті югославського керманича, щоб поновити тиск на Белград. Похорон Тіто обернувся на найбільший державний похорон в історії. Югославія наполягала на тому, щоб Рух неприєднання організував спеціальну міністерську зустріч, на якій було б засуджено радянське вторгнення — дії, які до того часу завжди приписувалися країнам Заходу. Проте з підтриманням югославської ініціативи виникли проблеми: Індія не наважилася на це, побоюючись, що це зміцнить позиції Пакистану та Китаю, а Куба, яка під той час головувала в Русі, насправді була вельми тісно пов'язана з Радянським Союзом. Після інтервенції Югославія обмежила свою дипломатичну присутність в Афганістані до рівня тимчасового повіреного у справах.